# Садовое (Молдова)
Садовое (рум. Sadovoe) — село в Молдавии, в составе муниципия Бельцы.

## История
Поселок был построен в 1951—1960 годах и был официально зарегистрирован 27 мая 1960 года, когда в посёлке стало располагаться правление колхоза «Котовский», который специализировался на производстве садово-виноградного посадочного материала и семян. Колхоз «Котовский» стал центром подготовки молодых сельскохозяйственных рабочих-садоводов.
В 1999 году было предложено, чтобы село Садовое стало частью муниципия Бельцы.

## Население
Согласно переписи 2004 года в селе было зарегистрировано 1369 жителей, в том числе 664 мужчины (48,50 %) и 705 женщин (51,50 %). Этнический состав разнообразен: украинцы — 597 человек, молдаване / румыны — 596 человек, русские — 147 человек, гагаузы — 9 человек, поляки — 6 человек, болгары, евреи и другие этнические группы — 12 человек.

## Социальная сфера
В селе есть православная церковь. Учебные заведения: гимназия № 16 и детский сад № 26.
Ещё в советское время в селе были построены клуб с киноустановкой, библиотека, ателье бытового обслуживания населения, почтовое отделение.